# Beziehungen zwischen Polen und den Vereinigten Staaten
Die Beziehungen zwischen Polen und den Vereinigten Staaten (USA) sind seit der Demokratisierung Polens und dem Fall des Eisernen Vorhangs von einer engen Partnerschaft geprägt. Polen war auch eines der vier Länder, die sich 2003 an der von den USA geführten Koalition im Irakkrieg beteiligten. In Umfragen gehört Polen zu den USA-freundlichsten Staaten weltweit und laut einer Meinungsumfrage des Pew Research Center von 2019 hatten 79 % der polnischen Bevölkerung eine positive Meinung von den Vereinigten Staaten.

## Geschichte
Bereits im 18. Jahrhundert migrierten Polen aus Polen-Litauen in die Dreizehn Kolonien. Während des amerikanischen Unabhängigkeitskriegs leisteten die polnischen Militärkommandeure Tadeusz Kościuszko und Casimir Pułaski einen wichtigen Beitrag zum Sieg der Kontinentalarmee über die Briten, wobei Kościuszko in Amerika zum Nationalhelden wurde. Haym Salomon, ein polnischer Jude, war ein wichtiger Finanzier der amerikanischen Seite während des Krieges. Die Teilungen Polens Ende des 18. Jahrhunderts verhinderten allerdings, dass die beiden Nationen diplomatische Beziehungen aufnehmen konnten. Der polnische Novemberaufstand von 1831 und der Kampf um die Wiedererlangung der Unabhängigkeit von den benachbarten Staaten wurden in den Vereinigten Staaten in Zeitungsartikeln ausführlich dokumentiert und erregte Sympathie in der amerikanischen Öffentlichkeit. Zu den Unterstützern der Polen gehörte auch der Schriftsteller Edgar Allan Poe, der sich 1831 sogar der polnischen Armee anschließen wollte. Viele Polen wanderten im 19. Jahrhundert in die Vereinigten Staaten aus und bildeten in städtischen Zentren wie Chicago eine große polnisch-amerikanische Gemeinschaft.

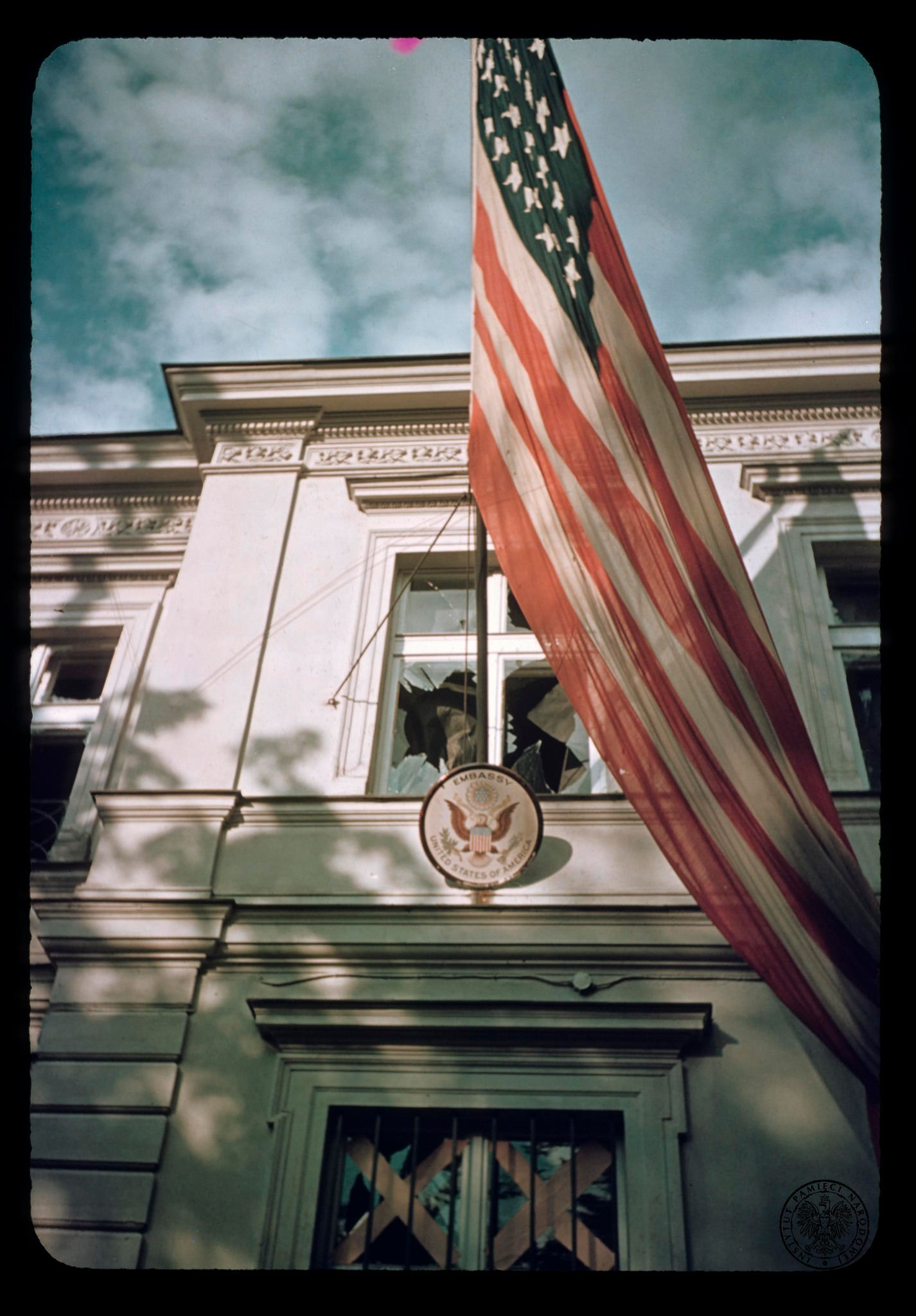
Durch deutsche Angriffe beschädigte US-Botschaft in Polen (1939)

Im Rahmen des Ersten Weltkriegs trat US-Präsident Woodrow Wilson 1918 für die Schaffung eines polnischen Nationalstaats mit Meereszugang als Teil seines 14-Punkte-Programms ein. Die USA setzten sich deshalb für die Gründung der Freien Stadt Danzig ein, um Polen einen Meereszugang zu gewähren. Im April 1919 nahmen die Vereinigten Staaten diplomatische Beziehungen mit der neu gegründeten Zweiten Polnischen Republik auf, aber die Beziehungen zwischen den beiden Ländern waren zu dieser Zeit wenig intensiv, aber frei von Problemen. Die Vereinigten Staaten verfolgten eine isolationistische Außenpolitik und Polen wurde als zweitrangig für die Interessen der USA angesehen. 1926 wurde ein Freundschaftsabkommen zwischen beiden Ländern unterzeichnet. Schließlich gehörten beide Länder während des Zweiten Weltkriegs zu den Alliierten, aber es gab wenig detaillierte Abstimmung zwischen den USA und der polnischen Exilregierung, die ihren Sitz in London hatte.
Am 5. Juli 1945 erkannte die US-Regierung die in Warschau von der Sowjetunion installierte kommunistische Regierung an und gab damit die Anerkennung der polnischen Exilregierung auf. Im September 1946 hielt der US-Außenminister James F. Byrnes in Stuttgart eine Rede, in der er die Oder-Neiße-Grenze mit Deutschland infrage stellte, was für Verärgerung in Polen sorgte. Nach 1950 wurde Polen, das ab 1952 die Volksrepublik Polen war, Teil des Ostblocks und war im Kalten Krieg ein sowjetischer Satellitenstaat. Der erste US-Botschafter im Nachkriegspolen, Arthur Bliss Lane, schrieb ein Buch mit dem Titel I Saw Poland Betrayed (Ich sah Polen verraten) darüber, wie die westlichen Alliierten ihren ehemaligen Verbündeten Polen dem sowjetischen Einfluss überlassen hatten. Ab den 1950er Jahren war die Volksrepublik Polen Teil der International Control Commission (ICC) und übernahm eine wichtige Vermittlerrolle zwischen den Kriegsparteien im Vietnamkrieg.
Ab den 1970er Jahren entwickelten die USA unter dem Einfluss des in Warschau geborenen Zbigniew Brzeziński eine neue außenpolitische Doktrin, welche den sowjetischen Einfluss in Ost- und Mitteleuropa offensiv herausforderte. Nach seinem Sieg im Jahre 1976 machte Präsident Jimmy Carter Brzeziński zum offiziellen Sicherheitsberater. Im selben Jahr waren in Polen größere Arbeitskämpfe ausgebrochen, die die Grundlage für die polnische Gewerkschaftsbewegung Solidarność bildeten. In den 1980er Jahren überwiesen die USA über ihren Auslandsgeheimdienst CIA Gelder an Solidarność. Henry Hyde, Mitglied des Geheimdienstausschusses des US-Repräsentantenhauses, erklärte, dass die USA „Lieferungen und technische Unterstützung in Form von Untergrundzeitungen, Rundfunk, Propaganda, Geld, organisatorischer Hilfe und Beratung“ bereitstellten. Mit dem Oberst Ryszard Kukliński verfügten die USA auch über einen Spion auf der höchsten Ebene in Polen.
Nachdem Michail Gorbatschow die Breschnew-Doktrin aufgegeben hatte, kam es in Polen zum Sturz des kommunistischen Regimes und der Gewerkschaftsführer Lech Wałęsa wurde 1990 zum Staatspräsidenten der Dritten Polnischen Republik gewählt. Mit der Demokratisierung des Landes und der Etablierung einer Marktwirtschaft in Polen begann eine enge Partnerschaft mit den USA und beide Länder wurden Verbündete. Polen trat 1999 im Rahmen der NATO-Osterweiterung der NATO bei und beteiligte sich an der Operation Enduring Freedom (2001) in Afghanistan sowie als Teil der Koalition der Willigen am Irakkrieg (2003) der USA unter George W. Bush. Die nationalkonservative Regierung unter Andrzej Duda unterhielt als eine der wenigen europäischen Regierungen gute Kontakte zur Trump-Regierung, was die Beziehungen zu seinem Nachfolger Joe Biden belastete. Die russische Aggression in der Ukraine ab 2022 brachte die Länder aber in ihrer gemeinsamen Unterstützung der Ukraine wieder eng zusammen.

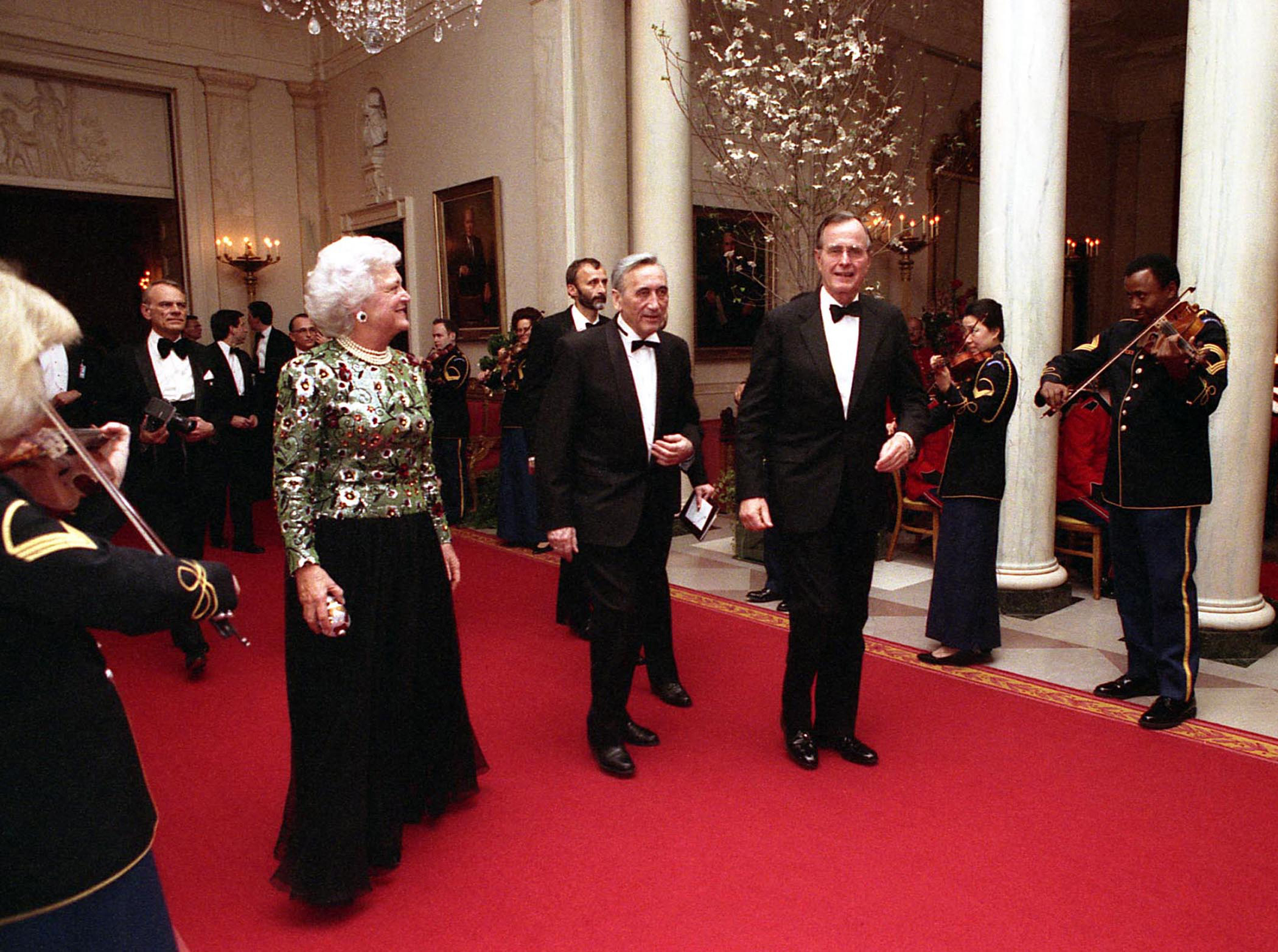
Premierminister Tadeusz Mazowiecki bei seinem Besuch im Weißen Haus, 1990
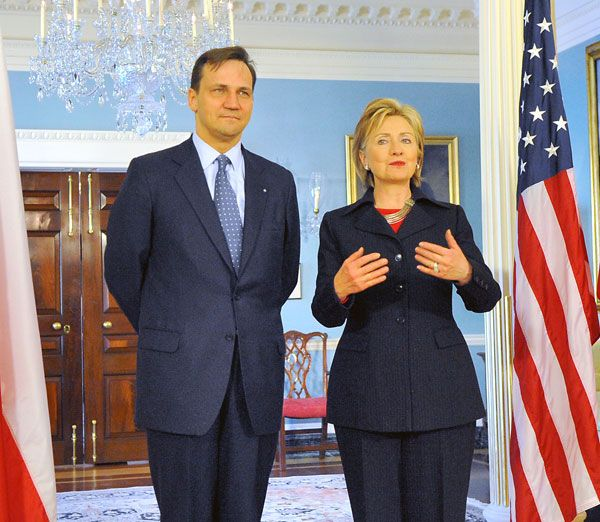
Treffen der Außenminister der USA und Polens, 2009
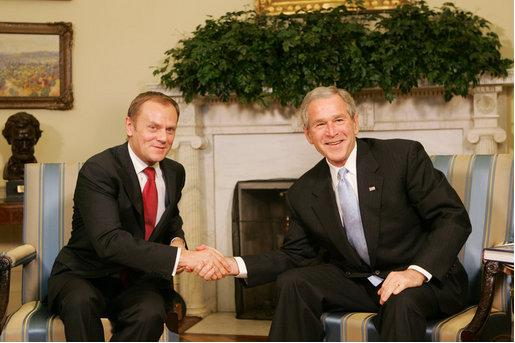
Premierminister Donald Tusk während seines Besuchs in Washington, 2008
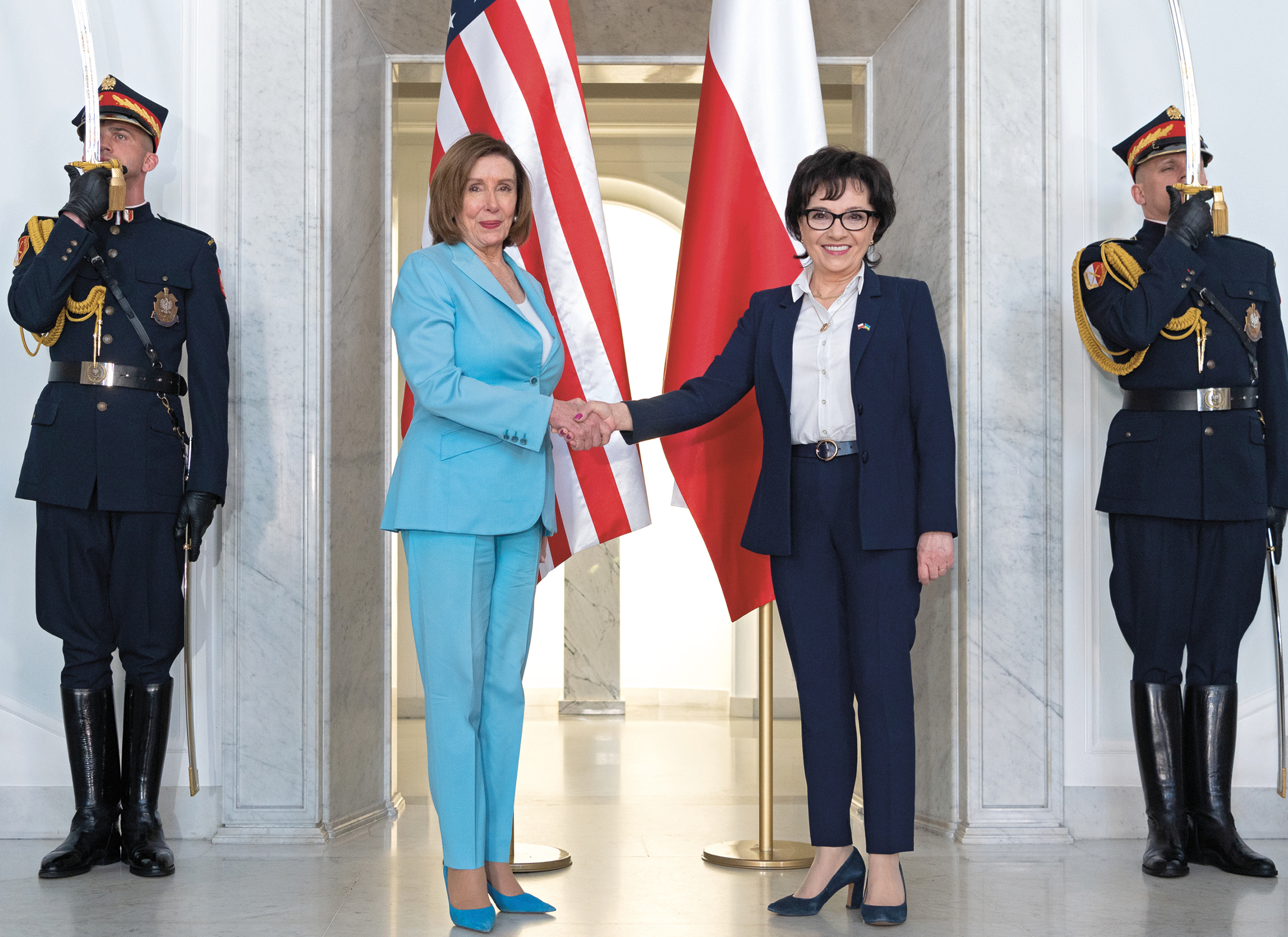
Sprecherin des polnischen Sejm Elżbieta Witek und Sprecherin des US-Repräsentantenhauses Nancy Pelosi bei einem Treffen in Warschau, 2022

## Besuche amerikanischer Präsidenten in Polen nach 1989

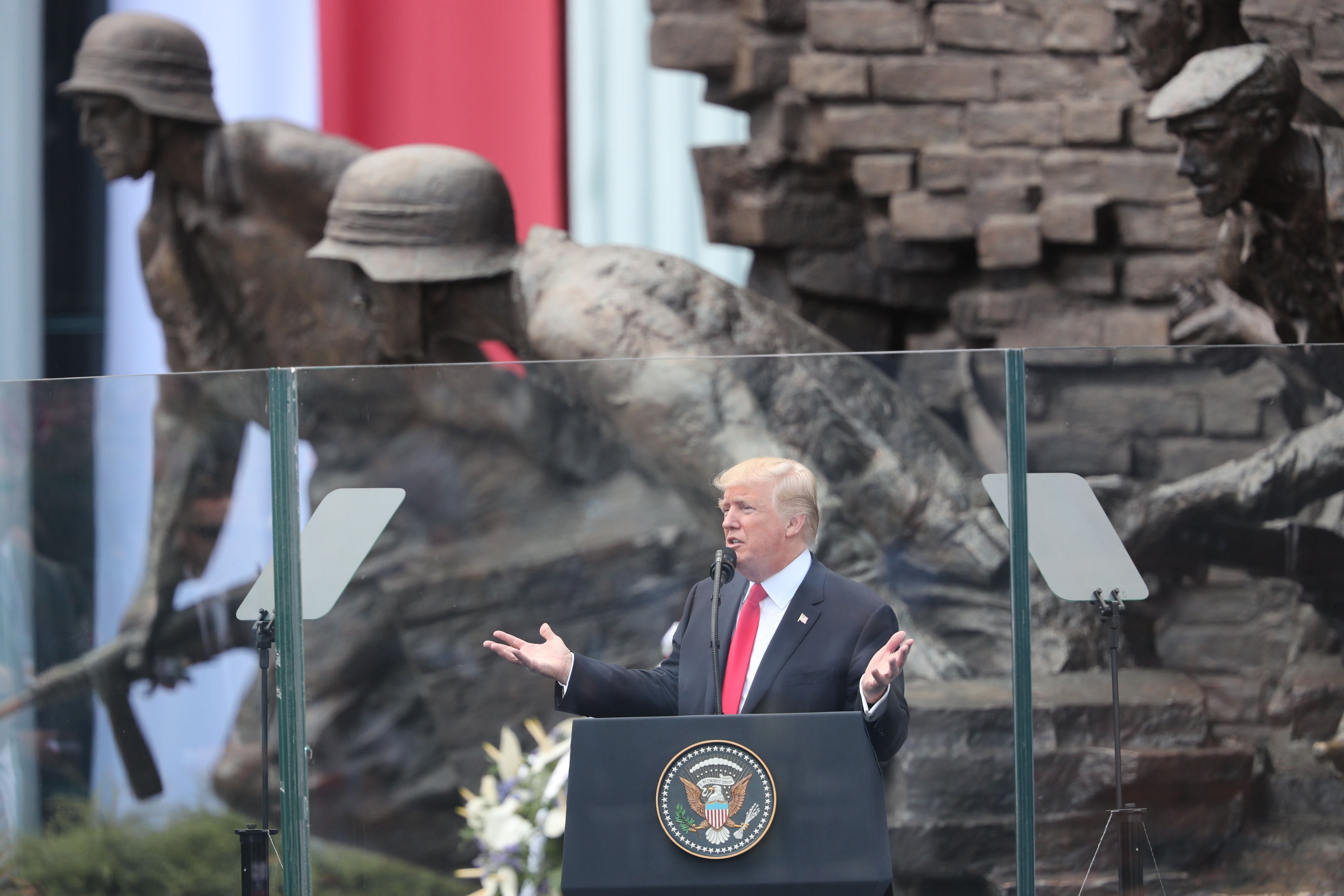
Ansprache von Donald Trump in Warschau, 2017

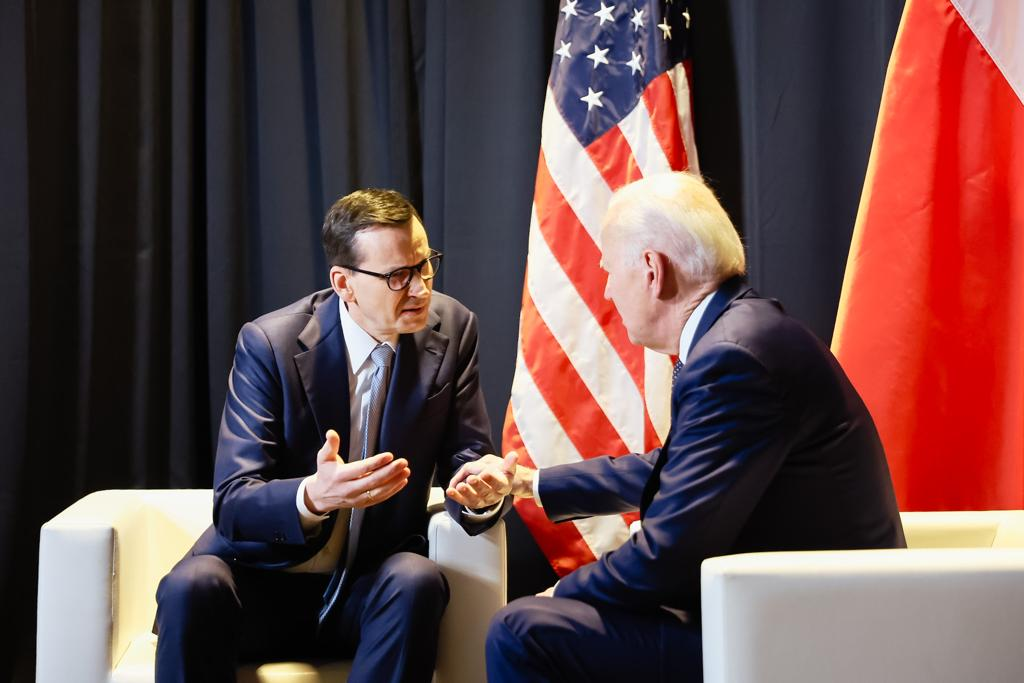
Joe Biden während seines Besuchs in Warschau, 2023

| Präsident         | Datum                | Stadt             | Programm |
| ----------------- | -------------------- | ----------------- | --- |
| George H. W. Bush | 5. Juli 1992         | Warschau          | Treffen mit Präsident Lech Wałęsa und Teilnahme an der Begräbniszeremonie von Ignacy Jan Paderewski. Rede am Schlossplatz.                                                                                                |
| Bill Clinton      | 6.–7. Juli 1994      | Warschau          | Treffen mit Präsident Lech Wałęsa. |
| Bill Clinton      | 10.–11. Juli 1997    | Warschau          | Treffen mit Präsident Aleksander Kwaśniewski, Premierminister Włodzimierz Cimoszewicz und Vertretern der Opposition. |
| George W. Bush    | 15.–16. Juni 2001    | Warschau          | Treffen mit Präsident Aleksander Kwasniewski und Premierminister Jerzy Buzek. |
| George W. Bush    | 30.–31. Mai 2003     | Krakau, Oświęcim  | Ein Besuch im Vernichtungslager Auschwitz-Birkenau. Gespräche mit Präsident Aleksander Kwaśniewski und Premierminister Leszek Miller.                                                                                     |
| George W. Bush    | 8. Juli 2007         | Jurata            | Treffen mit Präsident Lech Kaczyński. |
| Barack Obama      | 27.–28. Mai 2011     | Warschau          | Teilnahme am Mitteleuropa-Gipfel und Treffen mit Premierminister Donald Tusk. |
| Barack Obama      | 3.–4. Juni 2014      | Warschau          | Teilnahme an den Feierlichkeiten zum 25. Jahrestag der Wahlen am 4. Juni und Rede auf dem Schlossplatz. Gespräche mit Präsident Bronisław Komorowski, Premierminister Donald Tusk und Präsident Ukraine Petro Poroshenko. |
| Barack Obama      | 8.–9. Juli 2016      | Warschau          | Teilnahme am NATO-Gipfel. |
| Donald Trump      | 5. Juli 2017         | Warschau          | Teilnahme am Gipfel der Initiative Drei-Meere-Initiative und eine Rede auf dem Krasiński-Platz. |
| Joe Biden         | 25.-25. März 2022    | Rzeszów, Warschau | Treffen mit Präsident Andrzej Duda, Premierminister Mateusz Morawiecki und Außenminister der Ukraine Dmytro Kuleba. Rede im Hof des Königsschloss.                                                                        |
| Joe Biden         | 21.–22. Februar 2022 | Warschau          | Teilnahme am Gipfel der Bukarest Neun. Gespräche mit Präsident Duda and Premierminister Morawiecki. Gespräche mit der Präsidentin der Republik Moldau Maia Sandu.                                                         |

## Militärische Beziehungen
Beide Länder sind Teil der NATO und sehen sich als enge Partner in der Sicherheitspolitik. Im Jahr 2004 erklärte der polnische Diplomat Piotr Ogrodziński: „Dies ist ein Land, das ernsthaft über seine Sicherheit nachdenkt. Es besteht kein Zweifel, dass es für ein solches Land gut ist, ein enger Verbündeter der Vereinigten Staaten zu sein“. Die Allianz in Mitteleuropa ist besonders gegen einen möglichen Expansionismus Russlands gerichtet, welches mit dem Zerfall der Sowjetunion seine Einflusssphäre in Mitteleuropa verlor. Die Sicherheitsbeziehungen mit den Vereinigten Staaten als unverzichtbaren Partner sind dabei auch häufig enger als mit den europäischen Nachbarn.
2018 schlug Polen den Vereinigten Staaten vor, eine ständige Militärbasis in seinem Land zu eröffnen. Die polnische Regierung würde rund 2 Mrd. US-Dollar der Kosten für die Aufnahme amerikanischer Streitkräfte finanzieren, wenn der Vorschlag von den Vereinigten Staaten angenommen würde. Polen hat Bydgoszcz oder Toruń als mögliche Standorte für die Basis vorgeschlagen. In Anlehnung an den amtierenden Präsidenten der Vereinigten Staaten wurde auch vorgeschlagen, die Basis Fort Trump zu benennen, was öffentliche Kritik auslöste.
Im Juni 2019 einigten sich beide Seiten auf die Entsendung von 1.000 US-Soldaten nach Polen. Im September 2019 wurden sechs Standorte festgelegt, an denen etwa 4.500 US-Soldaten in Polen stationiert werden sollen, darunter: Poznań, Drawsko Pomorskie, Strachowice, Łask, Powidz und Lubliniec. 2020 wurde das Enhanced Defense Cooperation Agreement (EDCA) zwischen beiden Ländern zur engeren militärischen Kooperation abgeschlossen.

## Kulturbeziehungen

Polnische Abstammung in den USA (2019)

In den Vereinigten Staaten leben knapp 10 Millionen Menschen mit polnischer Abstammung, was knapp drei Prozent der amerikanischen Bevölkerung sind. Die polnische Migration nach Amerika begann noch vor der Unabhängigkeit der USA und die Kulturbeziehungen zwischen beiden Gesellschaften haben deshalb eine lange Tradition. Während der kommunistischen Ära in Polen haben sich die USA für die Demokratisierung und Liberalisierung Polens eingesetzt, was zu einer hohen Beliebtheit der USA im postkommunistischen Polen führte und vertrauensvolle Beziehungen begünstigte. Die US-amerikanische Konsum- und Popkultur hat sich nach dem Ende des Kommunismus in Polen etablieren können.
In New York City befindet sich ein polnisch-amerikanisches Kulturzentrum. In den USA gibt es verschiedene polnisch-amerikanische Organisationen, besonders in Regionen mit vielen Menschen polnischer Abstammung wie der Metropolregion Chicago. Radio Free Europe / Radio Liberty sendet auch in polnischer Sprache.

## Wirtschaftsbeziehungen
US-Unternehmen sind die größten Investoren in die Wirtschaft Polens außerhalb der EU-Staaten und haben in Polen Kapital in Höhe von 30 Milliarden US-Dollar investiert. Das bilaterale Handelsvolumen im Warenhandel lag 2020 bei knapp 13 Milliarden US-Dollar. Die polnischen Exporte in die USA lagen bei 7,7 Milliarden und im Gegenzug importierte Polen aus den USA Waren im Wert von 5,5 Milliarden. Die Exporte Polens haben sich damit seit dem Jahr 1995 mehr als verzehnfacht. Daneben lag der Handel mit Dienstleistungen bei knapp sechs Milliarden US-Dollar. Polen importiert aus den USA verstärkt Flüssigerdgas, um in der Energieversorgung von Russland unabhängig zu werden. Daneben kooperieren beide Länder eng in der Rüstungsindustrie, der Kernenergie und in der Forschung und Entwicklung.

## Diplomatische Standorte
- Polen hat eine Botschaft in Washington, D.C. und Generalkonsulate in Chicago, Houston, Los Angeles und New York City.
- Die Vereinigten Staaten haben eine Botschaft in Warschau, ein Generalkonsulat in Krakau und eine konsularische Vertretung in Poznań.

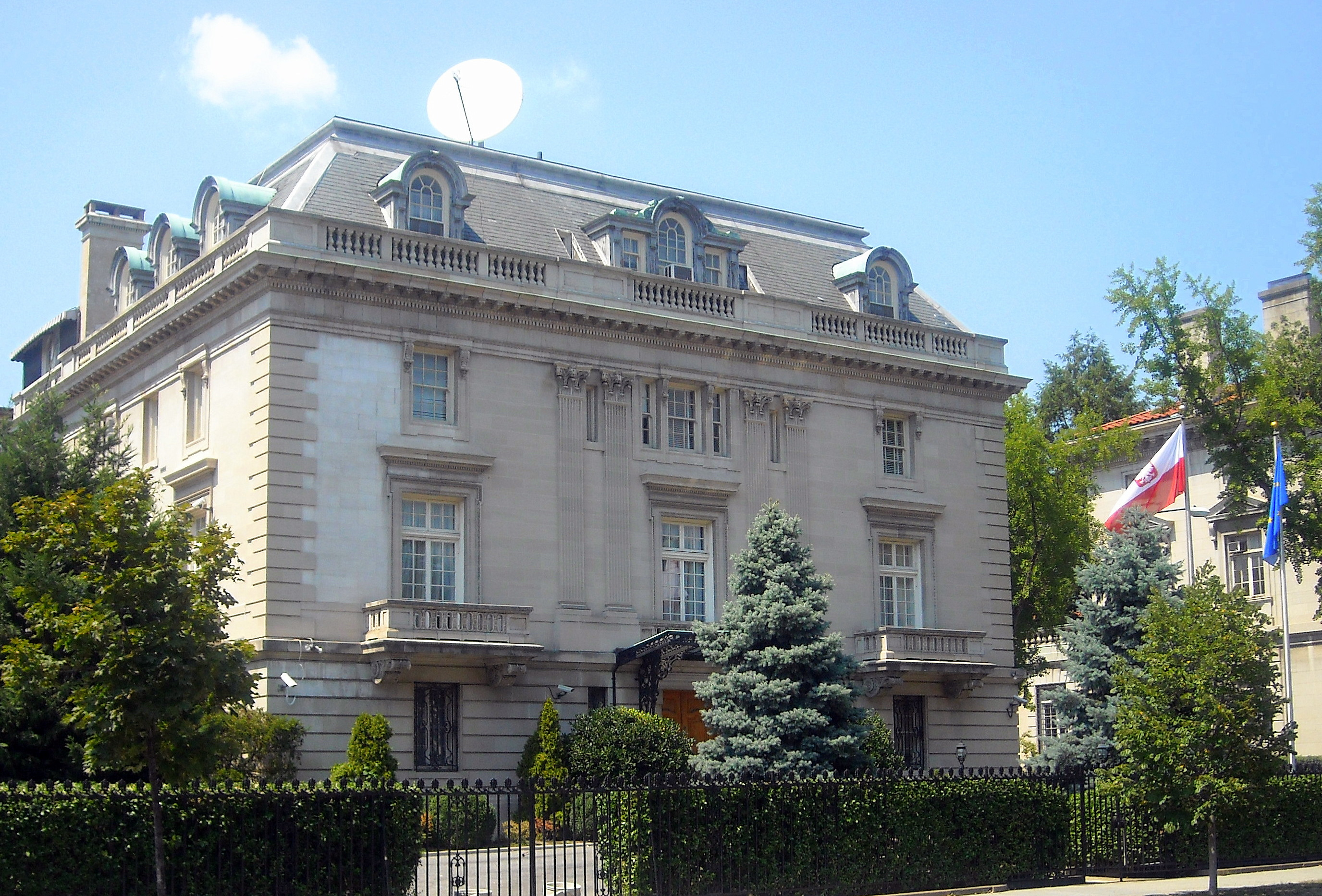
Polnische Botschaft in Washington, D.C.
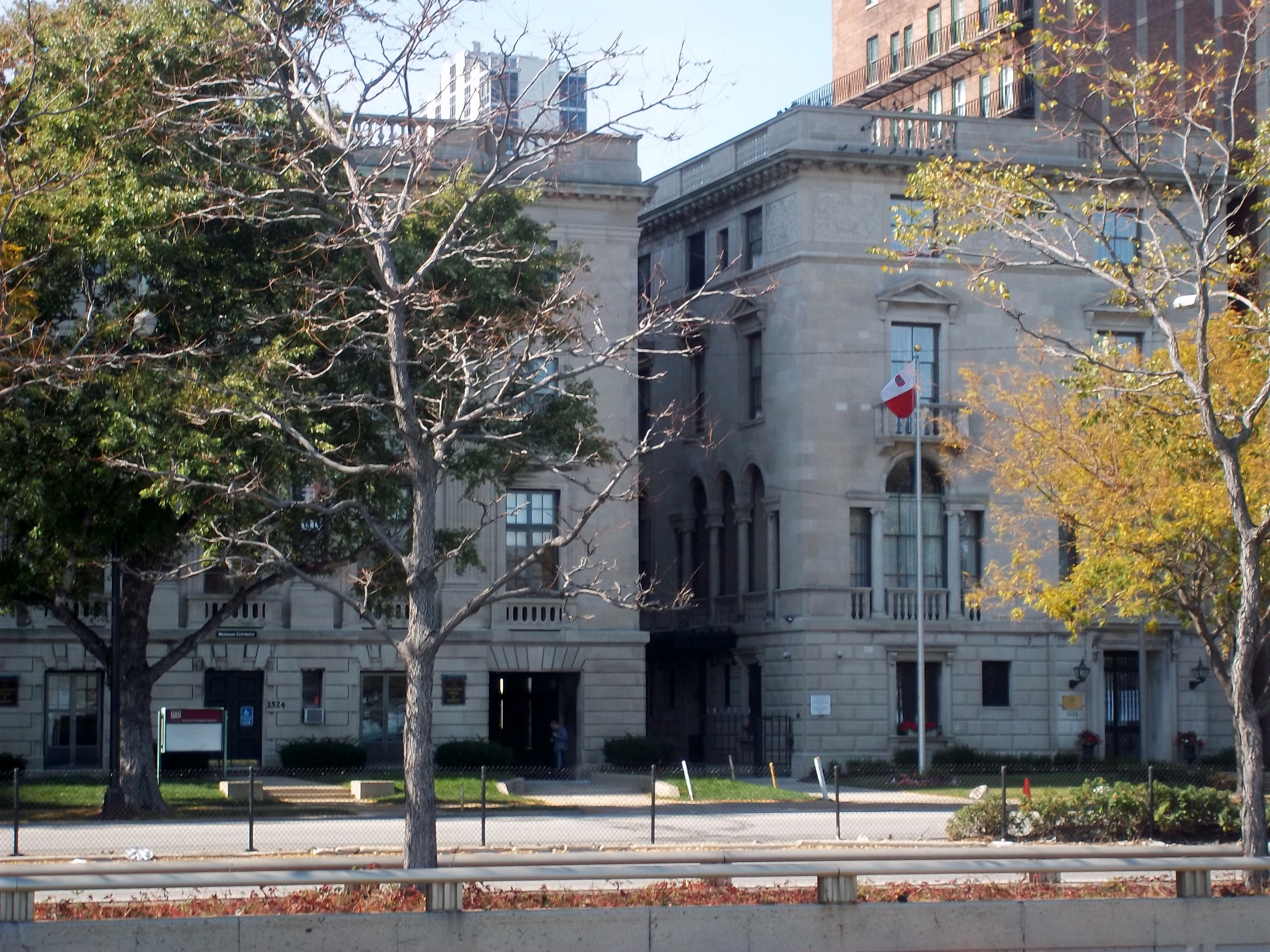
Polnisches Generalkonsulat in Chicago
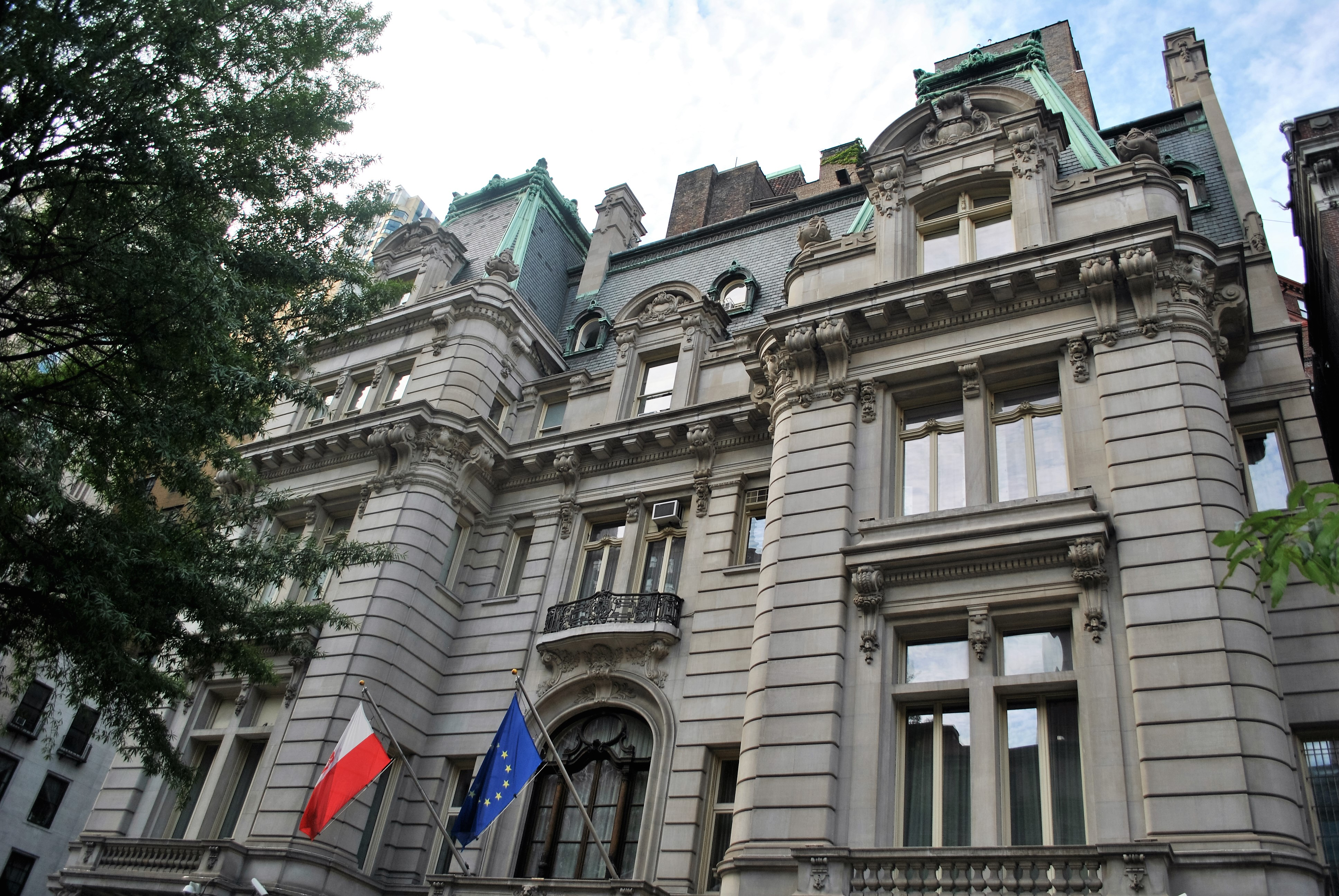
Polnisches Generalkonsulat in New York
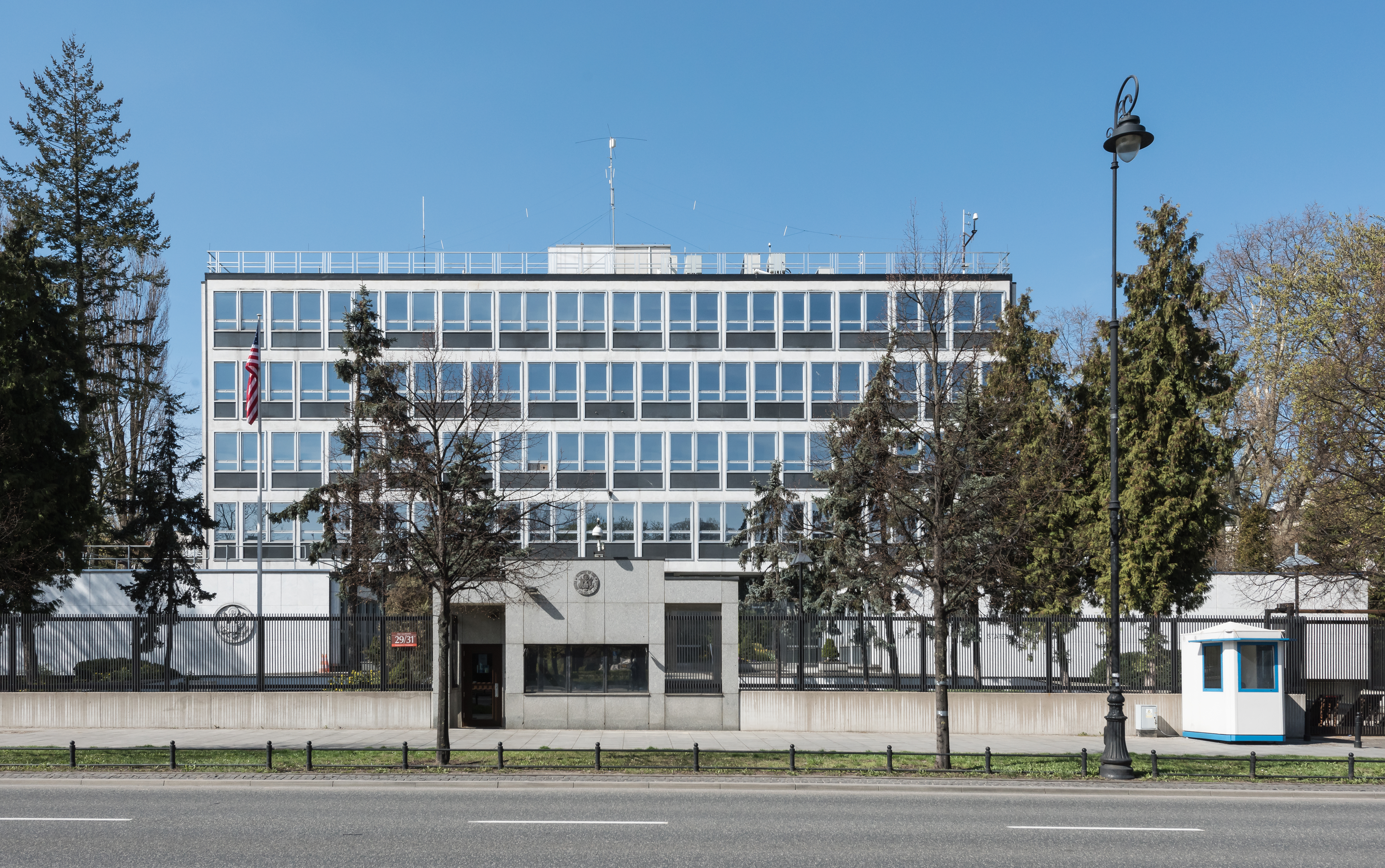
US-Botschaft in Warschau
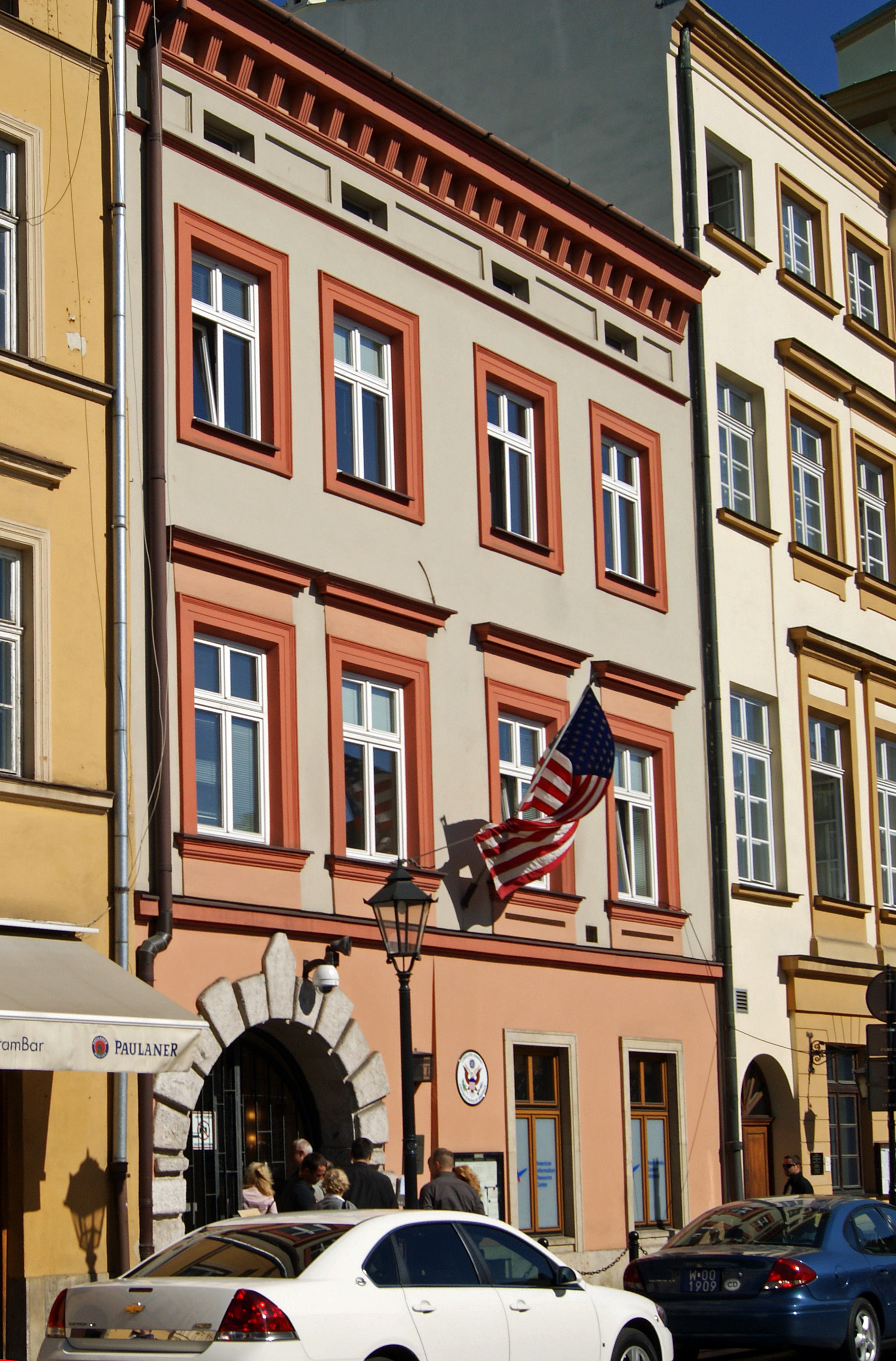
US-Konsulat in Krakau